# Tsagandelta
Tsagandelta (що означає «білий гребінь») — рід дельтатероїдних терійських ссавців, що жили в Азії в пізньому крейдяному періоді. Він є частиною Deltatheroida, роду м'ясоїдних метатерій, поширених у крейдяному періоді Азії та серед найуспішніших нетероподних м'ясоїдних тварин цього регіону.

## Опис
Цагандельта наразі відома за одним зразком, голотипом PSS-MAE 629. Цей зразок складається з фрагмента лівого зубного ряду, що містить майже неушкоджений другий моляр, основу третього моляра та коріння першого премоляра; різні інші зубні ямки порожні, і зубна формула, ймовірно, схожа на таку у Deltatheridium. На підставі порівняння з спорідненим Lotheridium, збережений зубець вказує на те, що Tsagandelta була трохи меншою за першу; лотерідій розміром приблизно з сучасну куницю.

## Класифікація
Tsagandelta була класифікована в Deltatheridiidae як більш похідна, ніж Sulestes і Oklatheridium, але меншою, ніж решта родини. Вважається, що ця філогенетична позиція свідчить про азійське походження дельтатероїд. Назва цагандельта походить від монгольського цагаан, що означає білий і грецького δέλτᾰ, що означає гребінь, у зв'язку з товстими відкладеннями в місцевості Цаган Цондж і видатним зубним рядом Deltatheroida. Видова назва dashzevegi — на честь монгольського палеонтолога Демберліна Дашзевега, який провів визначні дослідження ранніх ссавців.

## Палеобіологія
Як і більшість дельтатероїдів, цагандельта був м'ясоїдною твариною, її молярна анатомія була подібна до хижих зубів хижих теріан. Цагандельта та її родичі (а також неспоріднені евтріконодонти) є одними з мезозойських ссавців, які найбільш чітко спеціалізуються на споживанні м'яса.

## Палеоекологія
Цагандельта походить із формації Баян Шире (Монголія), що датується сеноманським і сантонським етапами пізньої крейди (≈ 102–86 Ma). Велике розмаїття рептилій відомо з формації Баян Шире, насамперед таксони динозаврів і нединозаврів, які, ймовірно, полювали на цагандельту, проте ссавців з цієї формації відомі лише кілька.